# Jimmy Conrad
James Conrad (Arcadia, California, EUA, el 12 de febrero de 1977), más conocido como Jimmy Conrad, es un exfutbolista estadounidense. Jugaba de defensor y pasó gran parte de su carrera en el Kansas City Wizards de la Major League Soccer de su país. Fue seleccionado al equipo de estelar de la MLS en cuatro ocasiones, además de ser nombrado como defensor del año en 2005. También acumuló 27 actuaciones con la selección mayor de los Estados Unidos y fue parte del equipo estadounidense que participó en la Copa Mundial de Fútbol de 2006. Actualmente es el conductor y productor del canal de fútbol de YouTube, KickTV. El también firmó un contrato de un día con el Real Madrid el 9 de agosto de 2012.

## Trayectoria

### Escuela secundaria y universidad
Nacido en Arcadia, California, Conrad fue a la Escuela Secundaria de Temple City en Temple City, California y jugó al fútbol por cuatro años. Conrad jugó en San Diego State University en 1994 y 1995, y luego fue transferido a UCLA. Con UCLA, fue miembro del equipo ganador del título de la NCAA de 1997.

### Profesional
Luego de no haber ingresado al draft de la MLS, Conrad tuvo una prueba sin mucho éxito con el Los Angeles Galaxy. No obstante, la dirección técnica del Galaxy recomendó que juegue para uno de sus equipos afiliados de ligas inferiores. Así fue que Conrad se contactó con el ahora desaparecido San Diego Flash de la A-League, el cual le ofreció un contrato. En 1999, Brian Quinn se convirtió en el director técnico del San Jose Clash. Cuando Quinn comenzó a buscar a un defensor adicional y un portero para el club, Ralf Wilhems, entrenador del Flash y excompañero de Quinn en los San Diego Sockers, recomendó a Conrad y al portero del Flash Joe Cannon.  The Clash fichó a Conrad ese año. Jugó para el club, luego renombrado como los San Jose Earthquakes, por cuatro temporadas, ayudando al equipo a ganar la Copa de la MLS en 2001. En 2000, también jugó para el Lech Poznań en Polonia.
En 2003, Conrad fue enviado a los Kansas City Wizards a cambio de una selección en la segunda ronda del draft, la cual los Earthquakes utilizaron para seleccionar a Arturo Álvarez. Conrad continuó progresando con Kansas City; pese a que nunca fue un gran anotador consiguió cuatro goles en su primera temporada (alcanzó un total de diez en su carrera en la MLS). En 2004 ayudó a los Wizards en su conquista de la  US Open Cup y a alcanzar la final de la Copa de la MLS siendo el líder de la defensa más sólida. También fue nombrado al Onceno Estelar de la liga y fue finalista para el premio de Defensor del Año de la MLS.  Ganaría el premio un año más tarde.
Pese a los rumores de una posible transferencia a Europa luego de la decepcionante temporada 2006 de los Wizards, Conrad renovó su contrato con los Wizards a principios de la temporada 2007, y el nuevo entrenador Curt Onalfo lo ratificó como capitán del club.
El contrato de Conrad terminó luego de la temporada 2010 de la MLS y se hizo elegible para participar el Draft de re-ingreso de la MLS en 2010. El 15 de diciembre de 2010 Conrad fue elegido por el Chivas USA en la segunda ronda de dicho draft. Hizo su debut y anotó su primer gol para su nuevo equipo el 19 de marzo de 2011 en su primer partido con su nuevo club - irónicamente ante su anterior club, el Sporting Kansas City.
Luego de luchar contra lesiones durante la temporada 2011, además de sufrir los efectos secundarios de seis contuciones, Conrad se retiró del fútbol profesional el 18 de agosto de 2011.

## Clubes
| Club                             | País           | Año       | PJ  | Goles |
| -------------------------------- | -------------- | --------- | --- | ----- |
| San Diego Flash                  | Estados Unidos | 1998      | 25  | 0     |
| San Jose Earthquakes             | Estados Unidos | 1999-2002 | 25  | 0     |
| San Francisco Bay Seals (cedido) | Estados Unidos | 1999      | 1   | 0     |
| Sporting Kansas City             | Estados Unidos | 2003-2010 | 204 | 17    |
| Lech Poznań (cedido)             | Polonia        | 2010      | 8   | 0     |
| Chivas USA                       | Estados Unidos | 2011      | 2   | 1     |
| Hashtag United                   | Inglaterra     | 2016      | 1   | 0     |

## Selección nacional
Conrad debutó con la selección estadounidense el 7 de julio de 2005 en un partido por la Copa de Oro de la Concacaf contra Cuba. Menos de un año después, Conrad fue incluido en la lista de 23 jugadores que representaron a los estadounidenses en la Copa Mundial de la FIFA de 2006. En Alemania, conrad ingresó como suplente en el empate 1-1 ante los eventuales campeones Italia, y jugó los 90 minutos contra Ghana. El 20 de enero de 2007, Conrad fue capitán de la selección por segunda vez, cuando los Estados Unidos recibieron a Dinamarca en un amistoso internacional en que derrotaron a la escuadra europea 3-1. El 7 de febrero de 2007, en un amistoso frente a México, Conrad fue nombrado como jugador del partido. Anotó su primer gol con los Estados Unidos en el minuto 52 de ese encuentro. El 25 de junio de 2009, luego de no haber participado de las eliminatorias anteriores, Conrad fue incluido en el equipo que compitió en la Copa de Oro de la Concacaf.

### Goles internacionales
| # | Fecha                | Lugar                  | Oponente | Gol | Resultado | Competición |
| - | -------------------- | ---------------------- | -------- | --- | --------- | ----------- |
| 1 | 7 de febrero de 2007 | Glendale, Arizona, EUA | México   | 1–0 | 2–0       | Amistoso    |

## En la prensa
Conrad escribió columnas para el sitio web de Sports Illustrated antes de cambiarse a Soccernet en ESPN en 2005. En 2007, Conrad también fue un coconductor de MLS Radio, un programa de una hora, y fue conductor de varias presentaciones cortas de audio y video para ussoccer.com, el sitio oficial de la Federación de Fútbol de Estados Unidos de la selección nacional estadounidense durante las concentraciones de 2007. Fue conductor de un programa de radio semanal, The Jimmy Conrad Show, sobre los Wizards con el relator de los Wizards, Sean Wheelock, y actualmente es uno de los conductores y el productor del popular canal de YouTube KICKTV.